# Генные болезни
Генные болезни — это большая группа заболеваний, возникающих в результате повреждения ДНК на уровне гена. Термин употребляется в отношении моногенных заболеваний, в отличие от более широкой группы — Наследственные заболевания (см.)

## Причины генных заболеваний
Большинство генных патологий обусловлено мутациями в структурных генах, осуществляющих свою функцию через синтез полипептидов — белков. Любая мутация гена ведет к изменению структуры или количества белка.
мутантный аллель → измененный первичный продукт → цепь биохимических процессов в клетке → органы → организм
В результате мутации гена на молекулярном уровне возможны следующие варианты:
- синтез аномального белка;

- выработка избыточного количества генного продукта;
- отсутствие выработки первичного продукта;
- выработка уменьшенного количества нормального первичного продукта.

Не заканчиваясь на молекулярном уровне в первичных звеньях, патогенез генных болезней продолжается на клеточном уровне. При различных болезнях точкой приложения действия мутантного гена могут быть как отдельные структуры клетки — лизосомы, мембраны, митохондрии, пероксисомы, так и органы человека.
Клинические проявления генных болезней, тяжесть и скорость их развития зависят от особенностей генотипа организма, возраста больного, условий внешней среды (питание, охлаждение, стрессы, переутомление) и других факторов.
Особенностью генных (как и вообще всех наследственных) болезней является их гетерогенность. Это означает, что одно и то же фенотипическое проявление болезни может быть обусловлено мутациями в разных генах или разными мутациями внутри одного гена. Впервые гетерогенность наследственных болезней была выявлена С. Н. Давиденковым в 1934 г.
Общая частота генных болезней в популяции составляет 1-2 %. Условно частоту генных болезней считают высокой, если она встречается с частотой 1 случай на 1000 новорожденных, средней — 1 на 10000 — 40000 и далее — низкой.
Моногенные формы генных заболеваний наследуются в соответствии с законами Г. Менделя. По типу наследования они делятся на аутосомно-доминантные, аутосомно-рецессивные и сцепленные с Х- или Y-хромосомами.

## Классификация
К генным болезням у человека относятся многочисленные болезни обмена веществ. Они могут быть связаны с нарушением обмена углеводов, липидов, стероидов, пуринов и пиримидинов, билирубина, металлов и др. Пока ещё нет единой классификации наследственных болезней обмена веществ.

### Болезни аминокислотного обмена
Самая многочисленная группа наследственных болезней обмена веществ. Почти все они наследуются по аутосомно-рецессивному типу. Причина заболеваний — недостаточность того или иного фермента, ответственного за синтез аминокислот. К ним относится:
- фенилкетонурия — нарушение превращения фенилаланина в тирозин из-за резкого снижения активности фенилаланингидроксилазы;
- алкаптонурия — нарушение обмена тирозина вследствие пониженной активности фермента гомогентизиназы и накоплением в тканях организма гомотентизиновой кислоты;
- глазно-кожный альбинизм — обусловлен отсутствием синтеза фермента тирозиназы.

### Нарушения обмена углеводов
- галактоземия — отсутствие фермента галактозо-1-фосфат-уридилтрансферазы и накопление в крови галактозы;
- гликогеновая болезнь — нарушение синтеза и распада гликогена.

### Болезни, связанные с нарушением липидного обмена
- болезнь Ниманна-Пика — снижение активности фермента сфингомиелиназы, дегенерация нервных клеток и нарушение деятельности нервной системы;
- болезнь Гоше — накопление цереброзидов в клетках нервной и ретикуло-эндотелиальной системы, обусловленное дефицитом фермента глюкоцереброзидазы.

### Наследственные болезни пуринового и пиримидинового обмена
- подагра;
- Синдром Леша-Найхана.

### Болезни нарушения обмена соединительной ткани
- синдром Марфана («паучьи пальцы», арахнодактилия) — поражение соединительной ткани из-за мутации в гене, ответственном за синтез фибриллина;
- мукополисахаридозы — группа заболеваний соединительной ткани, связанных с нарушением обмена кислых гликозаминогликанов.
- Фибродисплазия — заболевание соединительной ткани, связанное с её прогрессирующим окостенением в результате мутации в гене ACVR1

### Наследственные нарушения циркулирующих белков
- гемоглобинопатии — наследственные нарушения синтеза гемоглобина. Выделяют количественные (структурные) и качественные их формы. Первые характеризуются изменением первичной структуры белков гемоглобина, что может приводить к нарушению его стабильности и функции (серповидноклеточная анемия). При качественных формах структура гемоглобина остается нормальной, снижена лишь скорость синтеза глобиновых цепей (талассемия).

### Наследственные болезни обмена металлов
- болезнь Коновалова-Вильсона и др.

### Синдромы нарушения всасывания в пищеварительном тракте
- муковисцидоз;
- непереносимость лактозы и др.